# Овидиу
Овидиу (на румънски: Ovidiu, историческо име: Canara, на турски: Kanara) е град, разположен на няколко километра северно от град Констанца в окръг Констанца, Северна Добруджа, Румъния.
През 1930 г. градът е именуван на римския поет Овидий (на латински: Ovidius), за когото се твърди, че е погребан на съседния малък остров (наричан също Овидиу) в езерото Сютгьол.

## Администрация и стопанство
Градът администрира и селата Пояна (исторически имена: Кокошул, Cocoşul – до 1964 г., на турски: Horozlar – до 1926 г.) и Кулмя, като последното възниква през 2011 г. Повечето жители на Овидиу работят в град Констанца, като разстоянието до седалището на окръга възлиза на 13 км по участък от международния път Е60, който пресича града.

## Демографски данни
В рамките на преброяване 2011 г., Овидиу е 11 240 румънци (91,07%), 3 унгарци (0,02%), 229 роми (1,86%), 3 немци (0,02%), 358 турци (2,90%), 396 татари (3,21%), 8 липовани (0,06%), 36 арумъни (0,29%) и 69 други (0,56%). След 2005 в града функционират две джамии.
В Овидиу е регистриран футболният клуб Виторул (Констанца), основан през 2009 като академия на Георге Хаджи.

## Родени в Овидиу
- Елена Ройзен – вокална изпълнителка на добруджански фолклор, след чиято смърт през 2007 в Овидиу се организира фестивал на народната песен, наречен на нейно име.